# Ноель-Ноель
Ное́ль-Ное́ль (фр. Noël-Noël, справжнє ім'я Люсьє́н Едуа́р Ное́ль (фр. Lucien Édouard Noël); 9 серпня 1897, Париж, Франція — 4 жовтня 1989, Ніцца, Франція) — французький актор та сценарист.

## Біографія
Люсьєн Едуар Ноель був п'ятою, наймолодшою, дитиною в родині Шарля Селестена Ноеля (1857—1934), виноторговця, що працював пізніше в Банку Франції, та Марі Ежені Матьє (1860-?). Навчався в паризькому ліцеї Тюрго (фр. Lycée Turgot); опановував гру на фортепіано. З 23 листопада 1914-го по 27 серпня 1917 року, Ноель працював стажистом в Банку Франції, після чого був мобілізований до війська. Після повернення до цивільного життя працював дизайнером в сатиричній газеті Canard enchaîné та пробував себе у 1920 році як шансоньє.
На початку 1930 років Ноель-Ноель дебютував як кіноактор, знявшись за час своєї кар'єри у 45-ти фільмах. Також він є автором низки кіносценаріїв та діалогів до фільмів, поставлених режисерами Морісом Каммажем, Жаном Древілем, П'єр-Жаном Дюсі, Крістіаном Стенгелем та ін.
У 1945 році Ноель-Ноель зіграв роль Матьє Клемана у фільмі за своїми сценарієм і діалогами «Клітка для солов'я» (реж. Жан Древіль). У 2004 році режисер Крістоф Барратьє, натхненний цим фільмом, зняв ремейк під назвою «Хористи».
У 1946 році Ноель-Ноель дебютував як режисер, поставивши за власним сценарієм спільно з Рене Клеманом стрічку «Спокійний тато», у якій також зіграв головну роль. Другою його режисерською роботою, також за власним сценарієм, став фільм «Співаюче життя» (1951).

## Особисте життя
Ноель-Ноель був двічі одружений. Вперше він одружився 27 березня 1920 року з Бертою Марі Женев'єв Корне (1899-?), що була банківським службовцем; вдруге — 3 грудня 1930 року з Ізабель Жанною Жулі Розою Лаваллі (1900—1990), від шлюбу з якою мав доньку Анн-Марі Леа Сільвію Ноель.

## Фільмографія
Актор
- 1931 : Коли вас убити? / Quand te tues-tu?
- 1931 : Октав (к/м) / Octave
- 1932 : Неочікуване знайомство / Papa sans le savoir — Леон Жаке
- 1932 : Мосьє Альбер / Monsieur Albert — мосьє Альбер
- 1932 : Моє серце балансує / Mon coeur balance — граф Ноель
- 1932 : Щоб жити щасливо / Pour vivre heureux — Жан Моклер
- 1932 : Колюча брюнетка (к/м) / Une brune piquante
- 1933 : Манекени / Mannequins — Альфред
- 1933 : Один раз у житті / Une fois dans la vie — Леон Саваль
- 1934 : Льотчик Адемай / Adémaï aviateur — Адемай
- 1934 : Мамзель Смагія / Mam'zelle Spahi — Брешу, ординарець полковника
- 1935 : Адемай в Середньовіччі / Adémaï au moyen âge — Адемай
- 1936 : Мутоне / Moutonnet — Мутоне і Мерак
- 1936 : / Tout va très bien madame la marquise — Йоннік Ле Плуманак
- 1937 : Невинний / L'innocent — Ніколя
- 1939 : Сімейство Дюратон / La famille Duraton — Адрієн Мартен
- 1940 : На суші / Sur le plancher des vaches — Жан Дюран
- 1942 : Жінка, яку я любив сильніше за всіх / La femme que j'ai le plus aimée — медик
- 1943 : Адемаї — бандит честі / Adémaï bandit d'honneur — Адемай
- 1945 : Клітка для солов'я / La cage aux rossignols — Матьє Клеман
- 1946 : Спокійний тато / Le père tranquille — Едуар Мартен
- 1948 : Шкідник / Les casse-pieds — лектор
- 1949 : Повернення до життя / Retour à la vie — Рене (новела IV: «Повернення Рене»)
- 1951 : Співаюче життя / La vie chantée — автор
- 1952 : Сім смертних гріхів / Les sept péchés capitaux — директор (новела «Лінь»)
- 1952 : Втеча мосьє Перля / La fugue de Monsieur Perle — Бернар Перль
- 1955 : Записки майора Томпсона / Les carnets du Major Thompson — мосьє Таупін
- 1956 : Кошмар для пані / La terreur des dames — Айм Морен
- 1957 : Бандити / Les truands — Каюзак
- 1957 : Здрастуйте, лікарю / Bonjour Toubib — лікар Форже
- 1957 : Пішки, верхи та на машині / À pied, à cheval et en voiture — Леон Мартен
- 1958 : Сьоме небо / Le septième ciel — Гійом Лестранж
- 1958 : Пішки, верхи і на супутнику / À pied, à cheval et en spoutnik! — Леон Мартен
- 1959 : Канцелярські щури / Messieurs les ronds de cuir — мосбє Де ла Курдері
- 1960 : Стара гвардія / Les vieux de la vieille — Блез Пулосьє
- 1962 : Джессіка / Jessica — старий Груп
- 1962 : Рано вранці / Les petits matins — барон
- 1966 : Сплячий вартовий / La sentinelle endormie — лікар Матьє

Сценарист, режисер
| Рік  | Назва українською           | Оригінальна назва                | Сценарист | Режисер | Примітки                    |
| ---- | --------------------------- | -------------------------------- | --------- | ------- | --------------------------- |
| 1934 | Льотчик Адемай              | Adémaï aviateur                  | Так       |         |                             |
| 1936 | Мутоне                      | Moutonnet                        | Так       |         |                             |
| 1937 | Невинний                    | L'innocent                       | Так       |         |                             |
| 1939 | Сімейство Дюратон           | La famille Duraton               | Так       |         |                             |
| 1940 | На суші                     | Sur le plancher des vaches       | Так       |         |                             |
| 1945 | Клітка для солов'я          | La cage aux rossignols           | Так       |         |                             |
| 1946 | Спокійний тато              | Le père tranquille               | Так       | Так     | співрежисер з Рене Клеманом |
| 1948 | Шкідник                     | Les casse-pieds                  | Так       |         |                             |
| 1951 | Співаюче життя              | La vie chantée                   | Так       | Так     |                             |
| 1954 | Нитка в лапі                | Le fil à la patte                | Так       |         |                             |
| 1957 | Здрастуйте, лікарю          | Bonjour Toubib                   | Так       |         |                             |
| 1958 | Пішки, верхи і на супутнику | À pied, à cheval et en spoutnik! | Так       |         |                             |
| 1966 | Сплячий вартовий            | La sentinelle endormie           | Так       |         |                             |